# Амірабад-е Безанджан
Амірабад-е Безанджан (перс. اميراباد بزنجان) — село в Ірані, у дегестані Бакерабад, у Центральному бахші, шахрестані Магаллат остану Марказі. За даними перепису 2006 року, його населення становило 72 особи, що проживали у складі 21 сім'ї.

## Клімат
Середня річна температура становить 15,45 °C, середня максимальна – 33,68 °C, а середня мінімальна – -6,73 °C. Середня річна кількість опадів – 195 мм.
| Клімат поселення                              | Клімат поселення | Клімат поселення | Клімат поселення | Клімат поселення | Клімат поселення | Клімат поселення | Клімат поселення | Клімат поселення | Клімат поселення | Клімат поселення | Клімат поселення | Клімат поселення | Клімат поселення |
| Показник                                      | Січ.             | Лют.             | Бер.             | Квіт.            | Трав.            | Черв.            | Лип.             | Серп.            | Вер.             | Жовт.            | Лист.            | Груд.            |                  |
| Середній максимум, °C                         | 10,68            | 13,87            | 18,39            | 24,26            | 28,82            | 32,64            | 33,68            | 32,71            | 29,00            | 23,10            | 16,96            | 10,69            |                  |
| Середня температура, °C                       | 1,97             | 5,16             | 9,68             | 15,54            | 20,11            | 23,93            | 27,47            | 26,50            | 22,80            | 16,90            | 10,76            | 4,50             |                  |
| Середній мінімум, °C                          | −6,73            | −3,56            | 0,96             | 6,84             | 11,38            | 15,22            | 21,27            | 20,32            | 16,61            | 10,70            | 4,57             | −1,7             |                  |
| Норма опадів, мм                              | 34               | 32               | 35               | 23               | 14               | 1                | 1                | 1                | 0                | 8                | 18               | 28               |                  |
| Середньомісячна швидкість вітру, м/с          | 1.42             | 2.10             | 2.64             | 3.01             | 2.82             | 2.70             | 2.73             | 2.49             | 2.23             | 2.11             | 1.64             | 1.54             |                  |
| Середньомісячна сонячна радіація, кДж/м²·день | 9883             | 13074            | 15580            | 18873            | 22736            | 26659            | 25824            | 24358            | 21318            | 16023            | 11649            | 9547             |                  |
| --------------------------------------------- | ---------------- | ---------------- | ---------------- | ---------------- | ---------------- | ---------------- | ---------------- | ---------------- | ---------------- | ---------------- | ---------------- | ---------------- | ---------------- |
| Джерело:                                      |                  |                  |                  |                  |                  |                  |                  |                  |                  |                  |                  |                  |                  |